# Mesothen nomia
Mesothen nomia är en fjärilsart som beskrevs av Druce 1900. Mesothen nomia ingår i släktet Mesothen och familjen björnspinnare. Inga underarter finns listade i Catalogue of Life.